# Nicola da Gesturi

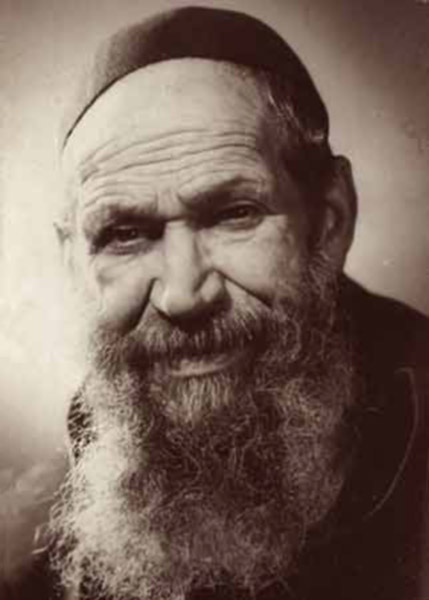
Nicola da Gesturi O.F.M. Cap.
(1882–1958)

Nicola da Gesturi (* 5. August 1882 als Giovanni Angelo Salvatore Medda in Gesturi, Königreich Italien; † 8. Juni 1958 in Cagliari, Italien) war ein italienischer römisch-katholischer Bruder im Orden der Minderen Brüder Kapuziner. In der katholischen Kirche wird er seit dem 3. Oktober 1999 als Seliger verehrt.

## Leben

### Kindheit und Jugend
Giovanni Angelo Salvatore Medda wurde am 5. August 1882 in Gesturi, einer kleinen Gemeinde auf Sardinien, als viertes von fünf Kindern der einfachen Bauern Giovanni Medda und Priama Cogoni Zedda geboren und am folgenden Tag getauft. Im Alter von vier Jahren empfing er, wie es damals üblich war, das Sakrament der Firmung. Am 10. Juni 1887 starb sein Vater und am 6. Juni 1895 auch seine Mutter. Aus diesem Grund wurde er von Peppino Pisano, dem Schwiegervater seiner Schwester Rita, einem wohlhabenden Gutsbesitzer aus Gesturi, als Knecht angestellt für freie Kost und Logis. Nach Pisanos Tod arbeitete er weiter auf dessen Feldern.
Nach der ersten Klasse der Volksschule ging er nicht mehr zur Schule, sondern widmete sich ganz der Landwirtschaft. Im Jahr 1896, im Alter von vierzehn Jahren, empfing er die Erstkommunion, und von da an war sein Lebensstil immer mehr von Demut und Gebet geprägt. Nachdem er sich von einer schweren rheumatischen Erkrankung der Gelenke erholt hatte, die ihn fast zwei Monate ans Bett gefesselt hatte, entschloss er sich, in einen Orden einzutreten. Während dieser Krankheit legte er auch gegenüber der Unbefleckten Jungfrau das Gelübde ab, jeden Samstag zu fasten, ein Versprechen, das er für den Rest seines Lebens hielt.

### Leben als Kapuziner
Er war bereits 28 Jahre alt, als er im März 1911 im Kloster Sant’Antonio der Kapuziner in Cagliari um Aufnahme als Laienbruder bat. Der damalige Provinzial, Pater Martino da Sampierdarena, nahm ihn als Tertiar auf, nachdem er die ausgezeichneten Zeugnisse des damaligen Pfarrers von Gesturi, Pater Vincenzo Albana, gelesen hatte, der zwar den Weggang von Giovanni bedauerte, aber seine menschlichen und geistlichen Qualitäten lobte. Er wurde der Leitung von Pater Fedele da Sassari anvertraut, der für seine Gewissenhaftigkeit und Strenge bekannt war und seine Berufung auf eine harte Probe stellte, die ihn aber bald von ihrer Ernsthaftigkeit überzeugte.
So legte Giovanni am 30. Oktober 1913 das Gewand der Kapuziner an und erhielt den Ordensnamen Bruder Nicola da Gesturi an. Nach einigen Monaten wurde er in den Konvent von Sanluri versetzt, um sein Noviziatsjahr zu beenden. Dort legte er am 1. November 1914 die Einfache und am 16. Februar 1919 die Feierliche Profess ab, mit der er sich endgültig Gott weihte.
Danach wurde er im Kloster von Sassari als Koch eingesetzt. Diese Tätigkeit behagte ihm nicht, so dass er nach Oristano und dann wieder nach Sanluri versetzt wurde. Seine Bescheidenheit und sein Gehorsam veranlassten seine Oberen, nach einem geeigneteren Umfeld zu suchen, in dem er seine außergewöhnlichen Gaben besser zur Geltung bringen konnte, und so wurde er am 25. Januar 1924 endgültig in das große Kloster Sant’Antonio in Cagliari versetzt, wo er als Bettelbruder 34 Jahre lang bis zu seinem Tod lebte. Mit der Satteltasche auf der Schulter, den Rosenkranz zwischen den Fingern und den Blick stets nach unten gerichtet, zog Bruder Nicola kilometerweit durch die Straßen der Stadt und der nahe gelegenen Ortschaften und bettelte für das Kloster und für die Armen und Bedürftigen. Er begegnete dabei vielen verschiedenen Menschen: denen, die ihn willkommen hießen und solchen, die ihn verspotteten und beleidigten.
Dank seiner bescheidenen und hilfsbereiten Art brauchte er bald kaum noch zu betteln, denn die Menschen hielten ihn bald für einen Heiligen und boten ihm spontan an, was sie konnten. Wenn er vorbeikam, kamen ihm die Menschen entgegen, um ihn um seinen Segen zu bitten oder auch nur, um einen Blick auf ihn zu erhaschen. Viele suchten ihn auf und baten ihn um Rat, Trost oder ein Gebet um Heilung. Jeder erhielt von ihm ein Wort des Trostes, ein Wort der Weisheit, sowohl auf den Straßen der Stadt als auch im Kloster, so dass er im Laufe der Jahre vom bettelnden Bruder zum Bruder wurde, der von den Menschen um Rat und Trost angebettelt wurde.
Während des Zweiten Weltkriegs wurde Cagliari von zahlreichen Bombenangriffen heimgesucht, und Bruder Nicola ging weiter durch die Straßen, um den Opfern zu helfen. Schließlich wurde die Stadt evakuiert und nur die Ärmsten der Armen blieben zurück, die in Kellern und Höhlen Zuflucht suchten. Nur vier Brüder, darunter auch Bruder Nicola, blieben im Kloster, die alles taten, um den hungernden Menschen zu helfen. Sobald die Bombenangriffe vorüber waren, verließ Bruder Nicola das Kloster, um den Menschen in den Trümmern Hilfe zu bringen.
Eine besondere Eigenschaft von Bruder Nicola fiel den Menschen sofort auf: sein Schweigen. Wenn er auf die Menschen zuging, sprach er nur wenige Worte und nur, wenn es nötig war: Er grüßte schweigend, tadelte schweigend, dankte schweigend. Außerhalb und innerhalb des Klosters sprach er sehr wenig. Seine Gebete vor dem Allerheiligsten Sakrament oder vor der Unbefleckten Empfängnis am Ende seiner Wanderungen waren lange Stunden absoluten Schweigens. In seinem langsamen und schweigsam schien er immer im Gebet vertieft zu sein. Er war ein Mann der wenigen Worte, was ihm den Spitznamen „Bruder Silenzio“ einbrachte.

### Krankheit und Tod
Am 1. Juni 1958 erschien der körperlich schwer angeschlagene Bruder Nicola bei seinem Oberen mit den Worten: „Pater, ich kann nicht mehr“ und bat darum, von dem Bettelgang entbunden zu werden. Bei ihm wurde ein eingeklemmter Leistenbruch diagnostiziert; er wurde ins Krankenhaus eingeliefert und notoperiert, aber die Situation war sehr ernst. Nach der Krankensalbung und der Wegzehrung wurde er am 7. Juni ins Kloster zurückgebracht, wo er, umgeben von seinen Mitbrüdern, am 8. Juni 1958 um 0.15 Uhr starb.
Die Nachricht von seinem Tod verbreitete sich sofort. Schon am Morgen stand es auf der Titelseite der lokalen Zeitungen, und die Menschen strömten in so großer Zahl in das Kloster, um den zum Abschied aufgebahrten Leichnam des „heiligen Bruders“ zu sehen, dass man auf die Polizei zurückgreifen musste, um den Ansturm derer, die ihm die letzte Ehre erweisen wollten, einzudämmen.
An der Beerdigung am 10. Juni nahmen mindestens 60.000 Menschen teil, die stundenlang den Verkehr in der Stadt blockierten, bis sie den Friedhof von Bonaria erreichten, wo Bruder Nikolaus beigesetzt wurde.
Am 2. Juni 1980 wurden seine sterblichen Überreste in die Kapuzinerkirche überführt, in die Kapelle der Unbefleckten Empfängnis, die ihm so sehr am Herzen lag und in die er sich oft stundenlang zum stillen Gebet zurückgezogen hatte.

## Seligsprechung
Im Oktober 1966 eröffnete Mons. Paolo Botto, Erzbischof von Cagliari, den diözesanen Heiligsprechungsprozess, der 1971 von Kardinal Sebastiano Baggio abgeschlossen wurde. Am 22. Februar 1978 wurde das Verfahren bei der Kongregation für die Selig- und Heiligsprechungsprozesse eingeleitet und am 8. Juni 1982 abgeschlossen. Am 25. Juni 1996 erklärte Papst Johannes Paul II. Bruder Nicola zum „Ehrwürdigen Diener Gottes“ und nach Anerkennung des Wunders, das seiner Fürsprache zugeschrieben wurde, wurde er am 3. Oktober 1999 auf dem Petersplatz in Rom seliggesprochen.

## Gedenktag
Sein Gedenktag in der Liturgie der Kirche ist sein Todestag, der 8. Juni.